# Premi e riconoscimenti di Spike Lee

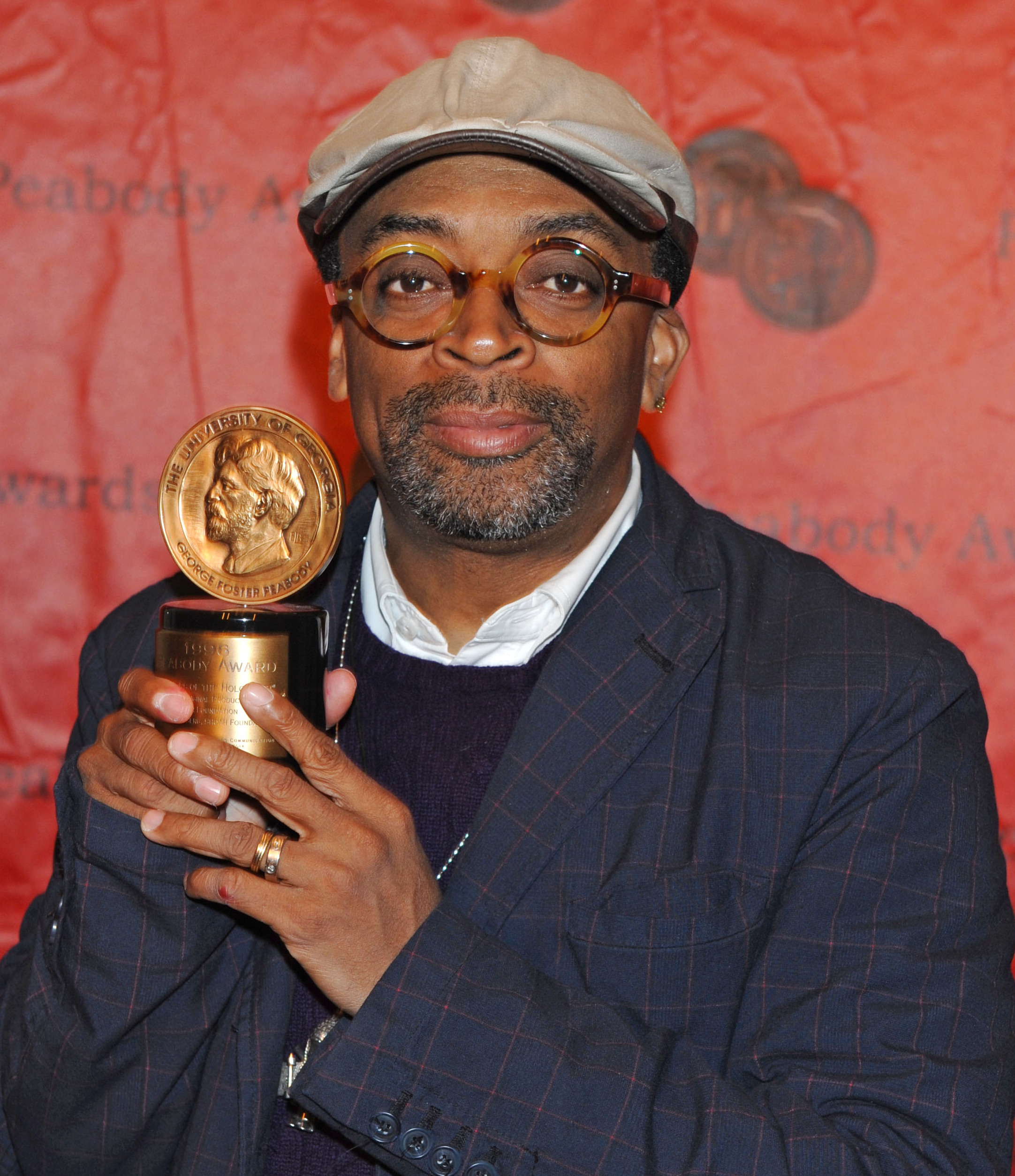
Spike Lee ai Peabody Award 2011

Questa è la lista di premi e riconoscimenti di Spike Lee.

## Premi e riconoscimenti

### Premio Oscar
- 1990 - Candidatura alla migliore sceneggiatura originale per Fa' la cosa giusta
- 1998 - Candidatura al migliore documentario per 4 Little Girls
- 2016 - Oscar onorario[1]
- 2019 - Miglior sceneggiatura non originale per BlacKkKlansman[2][3]
- 2019 - Candidatura al miglior regista per BlacKkKlansman
- 2019 - Candidatura al miglior film per BlacKkKlansman

### Golden Globe
- 1990 - Candidatura al miglior regista per Fa' la cosa giusta
- 1990 - Candidatura alla migliore sceneggiatura per Fa' la cosa giusta
- 1990 - Candidatura al miglior film drammatico per Fa' la cosa giusta
- 2019 - Candidatura al miglior regista per BlacKkKlansman[4]
- 2019 - Candidatura al miglior film drammatico per BlacKkKlansman

### Premio BAFTA
- 2002 - Premio speciale
- 2019 - Migliore sceneggiatura non originale per BlacKkKlansman[5][6][7]
- 2019 - Candidatura al miglior regista per BlacKkKlansman
- 2019 - Candidatura al miglior film per BlacKkKlansman

### Directors Guild of America Award
- 2019 - Candidatura al miglior regista per BlacKkKlansman[8]

### American Black Film Festival
- 2004 - Innovator Award

### American Film Institute
- 2018 - Migliori dieci film dell'anno per BlacKkKlansman[9]
- 2021 - Migliori dieci film dell'anno per Da 5 Bloods - Come fratelli[10]

### AACTA International Awards
- 2019 - Candidatura al miglior film per BlacKkKlansman[11]
- 2019 - Candidatura al miglior regista per BlacKkKlansman
- 2019 - Candidatura alla miglior sceneggiatura per BlacKkKlansman

### Black Movie Award
- 2006 - Miglior regia per Inside Man

### Black Reel Award
- 2000 - Candidatura al miglior regista per S.O.S. Summer of Sam - Panico a New York
- 2000 - Candidatura al miglior film per The Best Man
- 2001 - Candidatura alla miglior sceneggiatura originale o non originale per Bamboozled
- 2001 - Candidatura al miglior regista per Bamboozled
- 2001 - Candidatura al miglior film per Bamboozled
- 2001 - Miglior film per Love & Basketball
- 2002 - Candidatura al miglior film televisivo per 3 A.M. - Omicidi nella notte
- 2002 - Candidatura al miglior regista televisivo per A Huey P. Newton Story
- 2003 - Candidatura al miglior regista per La 25ª ora
- 2003 - Candidatura al miglior film per La 25ª ora
- 2005 - Candidatura alla miglior sceneggiatura originale o non originale per Lei mi odia
- 2005 - Candidatura al miglior regista per Lei mi odia
- 2006 - Candidatura al miglior regista televisivo per Sucker Free City
- 2006 - Candidatura al miglior regista televisivo per Miracle's Boys
- 2007 - Miglior regia per Inside Man
- 2008 - Candidatura al miglior regista per Miracolo a Sant'Anna
- 2008 - Candidatura al miglior film per Miracolo a Sant'Anna
- 2010 - Candidatura al miglior regista per Passing Strange
- 2010 - Candidatura al miglior documentario per Passing Strange
- 2011 - Miglior documentario televisivo per If God Is Willing And Da Creek Don't Rise
- 2013 - Candidatura alla miglior sceneggiatura originale o non originale per Red Hook Summer
- 2013 - Candidatura al miglior regista per Red Hook Summer
- 2013 - Candidatura al miglior documentario per Bad 25

### Black Filmakers Hall of Fame
- 1986 - Clarence Muse Youth Award per Lola Darling

### Premio César
- 2003 - Alla carriera

### Chicago Film Critics Association
- 1989 - Miglior regia per Fa' la cosa giusta
- 1989 - Miglior film per Fa' la cosa giusta
- 1992 - Candidatura alla migliore regia per Malcolm X
- 1992 - Miglior film per Malcolm X
- 2000 - Candidatura al miglior film documentario per The Original Kings of Comedy
- 2018 - Candidatura alla migliore sceneggiatura non originale per BlacKkKlansman
- 2020 - Candidatura al miglior regista per Da 5 Bloods - Come fratelli[12][13][12]
- 2020 - Candidatura alla migliore sceneggiatura originale per Da 5 Bloods - Come fratelli
- 2020 - Candidatura al migliore film per Da 5 Bloods - Come fratelli
- 2020 - Candidatura al miglior film documentario per American Utopia

### Chicago Indie Critics Awards
- 2020 - Miglior regista per Da 5 Bloods - Come fratelli'[14]
- 2020 - Miglior film con budget superiore ai 20 milioni di dollari per Da 5 Bloods - Come fratelli

### Critics' Choice Awards
- 2019 - Candidatura al miglior film per BlacKkKlansman[15]
- 2019 - Candidatura al miglior regista per BlacKkKlansman
- 2019 - Candidatura alla miglior sceneggiatura non originale per BlacKkKlansman
- 2021 - Candidatura al miglior regista per Da 5 Bloods - Come fratelli'[12][16][17]
- 2021 - Candidatura al miglior film per Da 5 Bloods - Come fratelli

### Critics Choice Super Awards
- 2021 - Miglior film d'azione per Da 5 Bloods - Come fratelli[18]

### Detroit Film Critics Society Awards
- 2021 - Candidatura al miglior regista per Da 5 Bloods - Come fratelli

### Emmy Awards
- 2007 - Premio per il documentario per When the Levees Broke: A Requiem in Four Acts

### Festival internazionale del cinema di Berlino
- 1993 - Candidatura all'Orso d'oro per Malcolm X
- 1997 - Premio speciale per Bus in viaggio

### Festival di Locarno
- 1983 - Miglior film per Joe's Bed-Stuy Barbershop: We Cut Heads

### Festival di Cannes
- 1986 - Prix de la Jeunesse per Lola Darling
- 1989 - In concorso per la Palma d'oro per Fa' la cosa giusta
- 1991 - Premio della Giuria Ecumenica per Jungle Fever
- 2018 - Grand Prix Speciale della Giuria per BlacKkKlansman[19]
- 2018 - In concorso per la Palma d'oro per BlacKkKlansman

### Gotham Independent Film Awards
- 1992 - Premio speciale

### Independent Spirit Awards
- 1987 - Miglior film d'esordio per Lola Darling

### Los Angeles Film Critics Association
- 1986 - Premio per Lola Darling

- 1989 - Migliore regia per Fa' la cosa giusta
- 1989 - Miglior film per Fa' la cosa giusta

### Mostra internazionale d'arte cinematografica di Venezia
- 1995 - Candidatura al Leone d'oro al miglior film per Clockers
- 2006 - Sezione Orizzonti, premio Diritti Umani per When the Levees Broke: A Requiem in Four Acts

### NAACP Image Award
- 1995 - Miglior film per Malcolm X
- 2015 - Candidatura al miglior film indipendente per Chi-Raq[20]

### National Board of Review
- 1991 - Migliori dieci film per Jungle Fever
- 1992 - Migliori dieci film per Malcolm X
- 2020 - Miglior film per Da 5 Bloods - Come fratelli[21]
- 2020 - Miglior regista per Da 5 Bloods - Come fratelli
- 2020 - Migliori dieci film per Da 5 Bloods - Come fratelli

### New York Film Critics Circle Awards
- 2020 - Menzione speciale per Da 5 Bloods - Come fratelli[22]

### People's Choice Awards
- 2018 - Candidatura al film drammatico preferito dal pubblico per BlacKkKlansman[23]

### Peabody Award
- 2006 - Peabody Award per When the Levees Broke: A Requiem in Four Acts
- 2011 - Peabody Award per If God Is Willing and da Creek Don't Rise

### Producers Guild of America Awards
- 2019 - Candidatura al Darryl F. Zanuck Award al miglior film per BlacKkKlansman[24]

### Saturn Award
- 2021 - Candidatura al miglior film thriller per Da 5 Bloods - Come fratelli[25]

### Satellite Awards
- 1998 - Miglior documentario per 4 Little Girls
- 2016 - Humanitarian Award[26]
- 2019 - Miglior film indipendente per BlacKkKlansman[27][28]
- 2019 - Candidatura al miglior regista a Spike Lee per BlacKkKlansman
- 2019 - Candidatura alla miglior sceneggiatura non originale per BlacKkKlansman

### Student Academy Awards
- 1983 - Miglior film diretto da uno studente di cinema per Joe's Bed-Stuy Barbershop: We Cut Heads (1983)

### Special Image Award
- 1987 - Premio per Lola Darling

### Writers Guild of America Award
- 2019 - Candidatura alla miglior sceneggiatura non originale per BlacKkKlansman[29]